# Топтерек (КНР)
Посёлок Топтерек (уйг. Топтерек‎, кит. упр. 托普铁热克镇, пиньинь Tuōpǔtiěrèkè zhèn) — посёлок в составе уезда Зимунай округа Алтай Синьцзян-Уйгурского автономного района КНР. Здесь размещается правление уезда.

## История
В 1951 году в этих местах был создан Район № 2 уезда Зимунай. В апреле 1962 года район был поднят в статусе до посёлка, и сюда из посёлка Зимунай переехало правление уезда.

## Административное деление
Посёлок Топтерек состоит из четырёх общин:
- Община Вэньминлу (文明路社区)
- Община Цзяньшэлу (建设路社区)
- Община Туаньцзелу (团结路社区)
- Община Жэньминлу (人民路社区)

## Население
В 1997 году в посёлке Топтерек проживало 9 тысяч человек. 50,5 % населения посёлка составляли китайцы, помимо них, также проживают казахи, уйгуры, хуэйцзу.